# Cansel Kiziltepe
Cansel Kiziltepe (nascida a 8 de outubro de 1975) é uma economista e política alemã do Partido Social-Democrata (SPD) que serve como Secretária de Estado Parlamentar no Ministério Federal da Habitação, Desenvolvimento Urbano e Construção no governo de coligação do chanceler Olaf Scholz desde 2021. Ela serve também como membro do Bundestag pelo estado de Berlim desde 2013.

## Carreira política
Kiziltepe tornou-se membro do Bundestag nas eleições federais alemãs de 2013. Desde então, ela é membro do Comité de Finanças; nesta qualidade, é relatora do seu grupo parlamentar sobre os planos de introdução de um imposto sobre as transacções financeiras. Em 2018 também ingressou no Comité de Desportos.
Dentro do grupo parlamentar do SPD, Kiziltepe pertence à Esquerda Parlamentar, um movimento de esquerda.
Nas negociações para formar a chamada coligação semáforo do SPD, da Aliança 90/Os Verdes e do Partido Democrático Liberal (FDP) após as eleições federais de 2021, Kiziltepe fez parte da delegação do seu partido no grupo de trabalho sobre regulação financeira e política nacional orçamento, co-presidido por Doris Ahnen, Lisa Paus e Christian Dürr.

## Outras actividades
- Fórum Empresarial do Partido Social-Democrata da Alemanha, Membro do Conselho Consultivo de Política Económica (desde 2020)[8]
- Fundo de Alienação de Resíduos Nucleares (KENFO), Membro Suplente do Conselho de Curadores (desde 2018)[9]